# Henry Boyle
Henry Boyle, 1. baron Carleton (ur. 12 lipca 1669, zm. 31 marca 1725) – brytyjski polityk z partii Wigów.

## Życiorys
Wywodził się z typowej anglo-irlandzkiej szlachty (boczna gałąź rodu hrabiów Cork). Jego wuj Laurence Hyde, 1. hrabia Rochester nadzorował jego wczesna karierę w armii. W przeciwieństwie do wuja- Torysa, Boyle był Wigiem.
Po raz pierwszy do parlamentu wszedł w roku 1689 z okręgu Tamworth. Boyle pełnił funkcję Kanclerza Skarbu w latach 1701–1708 i Sekretarzem stanu północnego departamentu od 13 lutego 1708 do 21 września 1710.